# Collegio elettorale di Spigno
Il collegio elettorale di Spigno è stato un collegio elettorale uninominale del Regno di Sardegna, uno dei collegi nell'allora provincia di Alessandria.
Fu istituito con il Regio editto del 17 marzo 1848; era identificato con il numero 179 e comprendeva i territori di Spigno, Dego, Roccaverano, Bubbio.
Con la riforma prevista dalla legge 3778 del 1859, il collegio, ora identificato con il numero 8, comprendeva i territori di Spigno, Bubbio, Roccaverano, Mollare, e Ponzone.
Con l'unità d'Italia il territorio confluì nell'omonimo collegio del nuovo Regno.

## Dati elettorali
Nel collegio si svolsero votazioni per tutte le sette legislature.

### I legislatura
Le votazioni si svolsero in 222 collegi uninominali a doppio turno. Come previsto dal decreto n. 680 del 17 marzo 1848, era eletto al primo turno il candidato che «riunisce in suo favore più del terzo dei voti del total numero dei membri componenti il collegio e più della metà dei suffragi dati dai votanti presenti all'adunanza» (art. 92). Se nessun candidato era eletto, al ballottaggio tra i due candidati con più voti era eletto chi otteneva il maggior numero di voti (art. 93) o, in caso di ugual numero di voti, il maggiore d'età (art. 94).
| Partito                            | Partito                            | Candidato                          | Primo turno 27 aprile 1848 | Primo turno 27 aprile 1848 | Ballottaggio 27 aprile 1848 | Ballottaggio 27 aprile 1848 |
| Partito                            | Partito                            | Candidato                          | Voti                       | %                          | Voti                        | %                           |
| ---------------------------------- | ---------------------------------- | ---------------------------------- | -------------------------- | -------------------------- | --------------------------- | --------------------------- |
|                                    | —                                  | Bartolomeo Bona                    | 56                         | 47,06                      | 106                         | 55,79                       |
|                                    | —                                  | Arnoldo Colla                      | 63                         | 52,94                      | 84                          | 44,21                       |
|                                    |                                    |                                    |                            |                            |                             |                             |
| Iscritti                           | Iscritti                           | Iscritti                           | 248                        | 100,00                     | 248                         | 100,00                      |
| ↳ Votanti (% su iscritti)          | ↳ Votanti (% su iscritti)          | ↳ Votanti (% su iscritti)          | 311                        | 125,40                     | 190                         | 76,61                       |
| ↳ Voti validi (% su votanti)       | ↳ Voti validi (% su votanti)       | ↳ Voti validi (% su votanti)       | 119                        | 38,26                      | 190                         | 100,00                      |
| ↳ Schede non valide (% su votanti) | ↳ Schede non valide (% su votanti) | ↳ Schede non valide (% su votanti) | 192                        | 61,74                      | 0                           | 0,00                        |
| ↳ Astenuti (% su iscritti)         | ↳ Astenuti (% su iscritti)         | ↳ Astenuti (% su iscritti)         | -63                        | -25,40                     | 58                          | 23,39                       |

L'elezione fu annullata l'11 maggio 1848 perché la prima votazione e quella di ballottaggio erano avvenute lo stesso giorno. Il collegio fu riconvocato. 
| Partito                            | Partito                            | Candidato                          | Primo turno 26 giugno 1848 | Primo turno 26 giugno 1848 | Ballottaggio 26 giugno 1848 | Ballottaggio 26 giugno 1848 |
| Partito                            | Partito                            | Candidato                          | Voti                       | %                          | Voti                        | %                           |
| ---------------------------------- | ---------------------------------- | ---------------------------------- | -------------------------- | -------------------------- | --------------------------- | --------------------------- |
|                                    | —                                  | Bartolomeo Bona                    | 56                         | 52,83                      | 87                          | 51,18                       |
|                                    | —                                  | Arnoldo Colla                      | 50                         | 47,17                      | 83                          | 48,82                       |
|                                    |                                    |                                    |                            |                            |                             |                             |
| Iscritti                           | Iscritti                           | Iscritti                           | 248                        | 100,00                     | 248                         | 100,00                      |
| ↳ Votanti (% su iscritti)          | ↳ Votanti (% su iscritti)          | ↳ Votanti (% su iscritti)          | 125                        | 50,40                      | 170                         | 68,55                       |
| ↳ Voti validi (% su votanti)       | ↳ Voti validi (% su votanti)       | ↳ Voti validi (% su votanti)       | 106                        | 84,80                      | 170                         | 100,00                      |
| ↳ Schede non valide (% su votanti) | ↳ Schede non valide (% su votanti) | ↳ Schede non valide (% su votanti) | 19                         | 15,20                      | 0                           | 0,00                        |
| ↳ Astenuti (% su iscritti)         | ↳ Astenuti (% su iscritti)         | ↳ Astenuti (% su iscritti)         | 123                        | 49,60                      | 78                          | 31,45                       |

### II legislatura
Le votazioni si svolsero in 222 collegi uninominali a doppio turno con la stessa normativa precedente (al primo turno un numero di voti maggiore di un terzo degli iscritti).
| Partito                            | Partito                            | Candidato                            | Primo turno 22 gennaio 1849 | Primo turno 22 gennaio 1849 | Ballottaggio 23 gennaio 1849 | Ballottaggio 23 gennaio 1849 |
| Partito                            | Partito                            | Candidato                            | Voti                        | %                           | Voti                         | %                            |
| ---------------------------------- | ---------------------------------- | ------------------------------------ | --------------------------- | --------------------------- | ---------------------------- | ---------------------------- |
|                                    | —                                  | Cesare Molinari, cappellano militare | 30                          | 48,39                       | 68                           | 53,12                        |
|                                    | —                                  | Bartolomeo Bona                      | 32                          | 51,61                       | 60                           | 46,88                        |
|                                    |                                    |                                      |                             |                             |                              |                              |
| Iscritti                           | Iscritti                           | Iscritti                             | 248                         | 100,00                      | 248                          | 100,00                       |
| ↳ Votanti (% su iscritti)          | ↳ Votanti (% su iscritti)          | ↳ Votanti (% su iscritti)            | 123                         | 49,60                       | 152                          | 61,29                        |
| ↳ Voti validi (% su votanti)       | ↳ Voti validi (% su votanti)       | ↳ Voti validi (% su votanti)         | 62                          | 50,41                       | 128                          | 84,21                        |
| ↳ Schede non valide (% su votanti) | ↳ Schede non valide (% su votanti) | ↳ Schede non valide (% su votanti)   | 61                          | 49,59                       | 24                           | 15,79                        |
| ↳ Astenuti (% su iscritti)         | ↳ Astenuti (% su iscritti)         | ↳ Astenuti (% su iscritti)           | 125                         | 50,40                       | 96                           | 38,71                        |

L'elezione fu annullata il 7 febbraio 1849 per incompatibilità d'ufficio, perché la Camera considerò la carica di cappellano militare come avente cura d'anime. Il collegio fu riconvocato.
| Partito                            | Partito                            | Candidato                          | Primo turno 20 marzo 1848 | Primo turno 20 marzo 1848 | Ballottaggio 21 marzo 1848 | Ballottaggio 21 marzo 1848 |
| Partito                            | Partito                            | Candidato                          | Voti                      | %                         | Voti                       | %                          |
| ---------------------------------- | ---------------------------------- | ---------------------------------- | ------------------------- | ------------------------- | -------------------------- | -------------------------- |
|                                    | —                                  | Leopoldo Rossi                     | 24                        | 45,28                     | 43                         | 51,19                      |
|                                    | —                                  | Cesare Molinari                    | 29                        | 54,72                     | 41                         | 48,81                      |
|                                    |                                    |                                    |                           |                           |                            |                            |
| Iscritti                           | Iscritti                           | Iscritti                           | 248                       | 100,00                    | 248                        | 100,00                     |
| ↳ Votanti (% su iscritti)          | ↳ Votanti (% su iscritti)          | ↳ Votanti (% su iscritti)          | 84                        | 33,87                     | 89                         | 35,89                      |
| ↳ Voti validi (% su votanti)       | ↳ Voti validi (% su votanti)       | ↳ Voti validi (% su votanti)       | 53                        | 63,10                     | 84                         | 94,38                      |
| ↳ Schede non valide (% su votanti) | ↳ Schede non valide (% su votanti) | ↳ Schede non valide (% su votanti) | 31                        | 36,90                     | 5                          | 5,62                       |
| ↳ Astenuti (% su iscritti)         | ↳ Astenuti (% su iscritti)         | ↳ Astenuti (% su iscritti)         | 164                       | 66,13                     | 159                        | 64,11                      |

### III legislatura
Le votazioni si svolsero in 204 collegi uninominali a doppio turno con la normativa del 1848 (al primo turno un numero di voti maggiore di un terzo degli iscritti).
| Partito                            | Partito                            | Candidato                          | Primo turno 15 luglio 1849 | Primo turno 15 luglio 1849 | Ballottaggio 22 luglio 1849 | Ballottaggio 22 luglio 1849 |
| Partito                            | Partito                            | Candidato                          | Voti                       | %                          | Voti                        | %                           |
| ---------------------------------- | ---------------------------------- | ---------------------------------- | -------------------------- | -------------------------- | --------------------------- | --------------------------- |
|                                    | —                                  | Leopoldo Rossi                     | 62                         | 54,39                      | 116                         | 59,79                       |
|                                    | —                                  | Filippo Galvagno                   | 52                         | 45,61                      | 78                          | 40,21                       |
|                                    |                                    |                                    |                            |                            |                             |                             |
| Iscritti                           | Iscritti                           | Iscritti                           | 320                        | 100,00                     | 320                         | 100,00                      |
| ↳ Votanti (% su iscritti)          | ↳ Votanti (% su iscritti)          | ↳ Votanti (% su iscritti)          | 145                        | 45,31                      | 196                         | 61,25                       |
| ↳ Voti validi (% su votanti)       | ↳ Voti validi (% su votanti)       | ↳ Voti validi (% su votanti)       | 114                        | 78,62                      | 194                         | 98,98                       |
| ↳ Schede non valide (% su votanti) | ↳ Schede non valide (% su votanti) | ↳ Schede non valide (% su votanti) | 31                         | 21,38                      | 2                           | 1,02                        |
| ↳ Astenuti (% su iscritti)         | ↳ Astenuti (% su iscritti)         | ↳ Astenuti (% su iscritti)         | 175                        | 54,69                      | 124                         | 38,75                       |

### IV legislatura
Le votazioni si svolsero in 204 collegi uninominali a doppio turno con la normativa del 1848 (al primo turno un numero di voti maggiore di un terzo degli iscritti).
| Partito                            | Partito                            | Candidato                          | Primo turno 9 dicembre 1849 | Primo turno 9 dicembre 1849 | Ballottaggio 10 dicembre 1849 | Ballottaggio 10 dicembre 1849 |
| Partito                            | Partito                            | Candidato                          | Voti                        | %                           | Voti                          | %                             |
| ---------------------------------- | ---------------------------------- | ---------------------------------- | --------------------------- | --------------------------- | ----------------------------- | ----------------------------- |
|                                    | —                                  | Giacomo Gianolio                   | 68                          | 89,47                       | 96                            | 96,97                         |
|                                    | —                                  | Leopoldo Rossi                     | 8                           | 10,53                       | 3                             | 3,03                          |
|                                    |                                    |                                    |                             |                             |                               |                               |
| Iscritti                           | Iscritti                           | Iscritti                           | 320                         | 100,00                      | 320                           | 100,00                        |
| ↳ Votanti (% su iscritti)          | ↳ Votanti (% su iscritti)          | ↳ Votanti (% su iscritti)          | 145                         | 45,31                       | 196                           | 61,25                         |
| ↳ Voti validi (% su votanti)       | ↳ Voti validi (% su votanti)       | ↳ Voti validi (% su votanti)       | 76                          | 52,41                       | 99                            | 50,51                         |
| ↳ Schede non valide (% su votanti) | ↳ Schede non valide (% su votanti) | ↳ Schede non valide (% su votanti) | 69                          | 47,59                       | 97                            | 49,49                         |
| ↳ Astenuti (% su iscritti)         | ↳ Astenuti (% su iscritti)         | ↳ Astenuti (% su iscritti)         | 175                         | 54,69                       | 124                           | 38,75                         |

### V legislatura
Le votazioni si svolsero in 204 collegi uninominali a doppio turno con la normativa del 1848 (al primo turno un numero di voti maggiore di un terzo degli iscritti).
| Partito                            | Partito                            | Candidato                          | Risultati 8 dicembre 1853 | Risultati 8 dicembre 1853 |
| Partito                            | Partito                            | Candidato                          | Voti                      | %                         |
| ---------------------------------- | ---------------------------------- | ---------------------------------- | ------------------------- | ------------------------- |
|                                    | —                                  | Giacomo Gianolio                   | 136                       | 67,00                     |
|                                    | —                                  | Alessandro Negri di Sanfront       | 67                        | 33,00                     |
|                                    |                                    |                                    |                           |                           |
| Iscritti                           | Iscritti                           | Iscritti                           | 341                       | 100,00                    |
| ↳ Votanti (% su iscritti)          | ↳ Votanti (% su iscritti)          | ↳ Votanti (% su iscritti)          | 204                       | 59,82                     |
| ↳ Voti validi (% su votanti)       | ↳ Voti validi (% su votanti)       | ↳ Voti validi (% su votanti)       | 203                       | 99,51                     |
| ↳ Schede non valide (% su votanti) | ↳ Schede non valide (% su votanti) | ↳ Schede non valide (% su votanti) | 1                         | 0,49                      |
| ↳ Astenuti (% su iscritti)         | ↳ Astenuti (% su iscritti)         | ↳ Astenuti (% su iscritti)         | 137                       | 40,18                     |

L'onorevole Gianolio si dimise il 2 maggio 1857. Il collegio fu riconvocato.
| Partito                            | Partito                            | Candidato                          | Risultati 1º giugno 1857 | Risultati 1º giugno 1857 |
| Partito                            | Partito                            | Candidato                          | Voti                     | %                        |
| ---------------------------------- | ---------------------------------- | ---------------------------------- | ------------------------ | ------------------------ |
|                                    | —                                  | Emilio Pistone                     | 224                      | 98,25                    |
|                                    | —                                  | Apollo Sanguinetti                 | 4                        | 1,75                     |
|                                    |                                    |                                    |                          |                          |
| Iscritti                           | Iscritti                           | Iscritti                           | 582                      | 100,00                   |
| ↳ Votanti (% su iscritti)          | ↳ Votanti (% su iscritti)          | ↳ Votanti (% su iscritti)          | 231                      | 39,69                    |
| ↳ Voti validi (% su votanti)       | ↳ Voti validi (% su votanti)       | ↳ Voti validi (% su votanti)       | 228                      | 98,70                    |
| ↳ Schede non valide (% su votanti) | ↳ Schede non valide (% su votanti) | ↳ Schede non valide (% su votanti) | 3                        | 1,30                     |
| ↳ Astenuti (% su iscritti)         | ↳ Astenuti (% su iscritti)         | ↳ Astenuti (% su iscritti)         | 351                      | 60,31                    |

L'onorevole Gianolio si dimise il 2 maggio 1857. Il collegio fu riconvocato.

### VI legislatura
Le votazioni si svolsero in 204 collegi uninominali a doppio turno dopo la modifica dei collegi della Sardegna nel 1856; venne applicata la normativa del 1848 (al primo turno un numero di voti maggiore di un terzo degli iscritti).
| Partito                            | Partito                            | Candidato                          | Primo turno 15 novembre 1857 | Primo turno 15 novembre 1857 | Ballottaggio 18 novembre 1857 | Ballottaggio 18 novembre 1857 |
| Partito                            | Partito                            | Candidato                          | Voti                         | %                            | Voti                          | %                             |
| ---------------------------------- | ---------------------------------- | ---------------------------------- | ---------------------------- | ---------------------------- | ----------------------------- | ----------------------------- |
|                                    | —                                  | Emilio Pistone                     | 142                          | 72,45                        | 242                           | 81,21                         |
|                                    | —                                  | Francesco Faà di Bruno             | 54                           | 27,55                        | 56                            | 18,79                         |
|                                    |                                    |                                    |                              |                              |                               |                               |
| Iscritti                           | Iscritti                           | Iscritti                           | 442                          | 100,00                       | 442                           | 100,00                        |
| ↳ Votanti (% su iscritti)          | ↳ Votanti (% su iscritti)          | ↳ Votanti (% su iscritti)          | 237                          | 53,62                        | 298                           | 67,42                         |
| ↳ Voti validi (% su votanti)       | ↳ Voti validi (% su votanti)       | ↳ Voti validi (% su votanti)       | 196                          | 82,70                        | 298                           | 100,00                        |
| ↳ Schede non valide (% su votanti) | ↳ Schede non valide (% su votanti) | ↳ Schede non valide (% su votanti) | 41                           | 17,30                        | 0                             | 0,00                          |
| ↳ Astenuti (% su iscritti)         | ↳ Astenuti (% su iscritti)         | ↳ Astenuti (% su iscritti)         | 205                          | 46,38                        | 144                           | 32,58                         |

### VII legislatura
Le votazioni si svolsero in 387 collegi uninominali a doppio turno. Come previsto dalla legge elettorale del 20 novembre 1859, era eletto al primo turno il candidato che «riunisce in suo favore più del terzo dei voti del total numero dei membri componenti il collegio e più della metà dei suffragi dati dai votanti presenti all'adunanza» (art. 91). Se nessun candidato era eletto, al ballottaggio tra i due candidati con più voti era eletto chi otteneva il maggior numero di voti (art. 92) o, in caso di ugual numero di voti, il maggiore d'età (art. 93).
| Partito                            | Partito                            | Candidato                          | Primo turno 25 marzo 1860 | Primo turno 25 marzo 1860 | Ballottaggio 29 marzo 1860 | Ballottaggio 29 marzo 1860 |
| Partito                            | Partito                            | Candidato                          | Voti                      | %                         | Voti                       | %                          |
| ---------------------------------- | ---------------------------------- | ---------------------------------- | ------------------------- | ------------------------- | -------------------------- | -------------------------- |
|                                    | —                                  | Emilio Pistone                     | 151                       | 43,77                     | 197                        | 55,18                      |
|                                    | —                                  | Carlo Bianchi Chiesa               | 99                        | 28,70                     | 160                        | 44,82                      |
|                                    | —                                  | Alessandro Negri di Saint-Front    | 95                        | 27,54                     |                            |                            |
|                                    |                                    |                                    |                           |                           |                            |                            |
| Iscritti                           | Iscritti                           | Iscritti                           | 459                       | 100,00                    | 459                        | 100,00                     |
| ↳ Votanti (% su iscritti)          | ↳ Votanti (% su iscritti)          | ↳ Votanti (% su iscritti)          | 356                       | 77,56                     | 358                        | 78,00                      |
| ↳ Voti validi (% su votanti)       | ↳ Voti validi (% su votanti)       | ↳ Voti validi (% su votanti)       | 345                       | 96,91                     | 357                        | 99,72                      |
| ↳ Schede non valide (% su votanti) | ↳ Schede non valide (% su votanti) | ↳ Schede non valide (% su votanti) | 11                        | 3,09                      | 1                          | 0,28                       |
| ↳ Astenuti (% su iscritti)         | ↳ Astenuti (% su iscritti)         | ↳ Astenuti (% su iscritti)         | 103                       | 22,44                     | 101                        | 22,00                      |